# گوکه‌نین

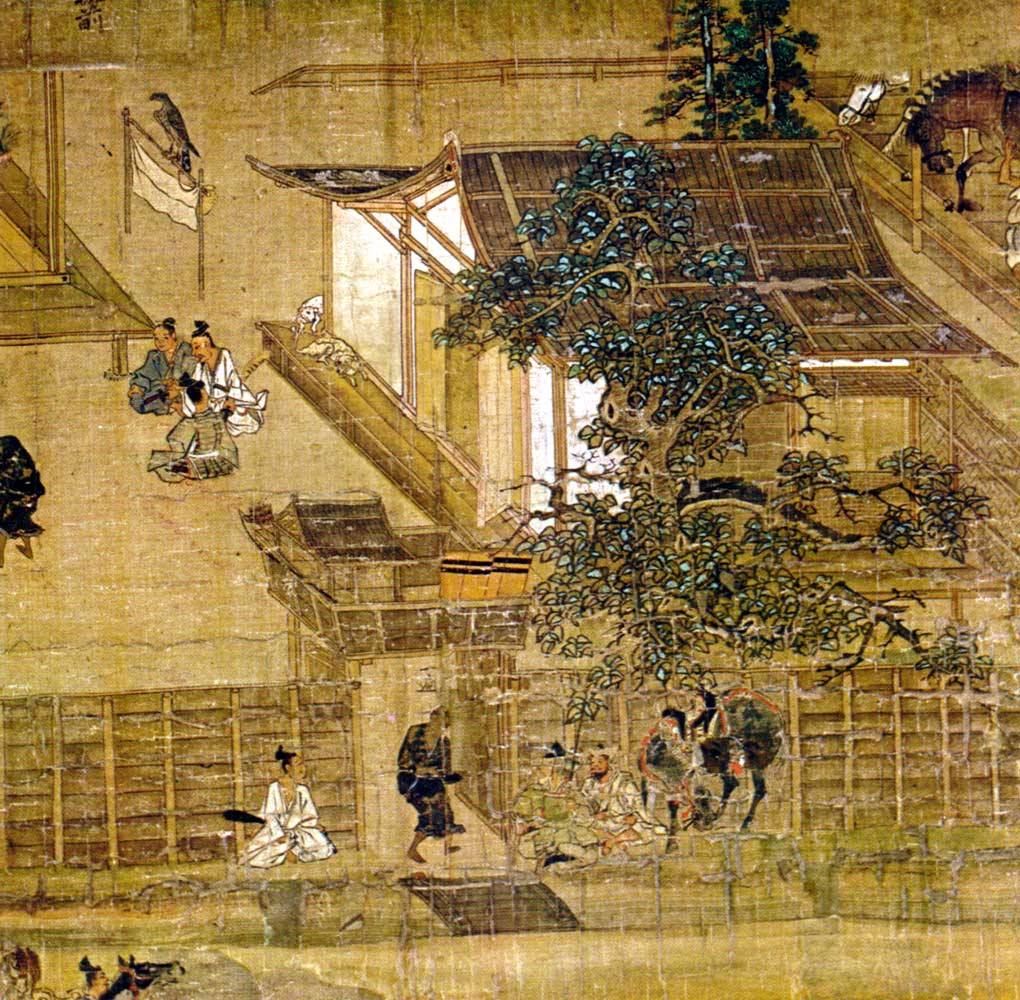
خانه یک گوکه‌نین

گوکه‌نین (به ژاپنی: 御家人 Gokenin) اگر چه یک واژه است که به مقام اجتماعی یک جنگجو سامورایی (به‌طور کلی) اشاره دارد اما مفهومی آن در قرون وسطی و دوران مدرن نخستین متفاوت است. در ابتدا به معنی که‌نین (ملازم و رعیت) شوگون در شوگون‌سالاری کاماکورا و شوگون‌سالاری موروماچی بود. گوکه‌نین در زمان صلح وظیفه داشت از دربار امپراتوری و کاماکورا محافظت کند این واقعیت که گوکه‌نین‌ها مجاز به تبدیل شدن به مالکان واقعی زمین‌های تحت مدیریت خود بودند، همراه با این عرف که همه بچه‌های گوکه‌نین می‌توانستند زمین را به ارث ببرند، باعث قطعه بندی زمین و در نتیجه تضعیف طبقه شوگونی شد. یک نیروی قابل توجه در طول دوره موروماچی و با شکل دایمیو جایگزین شد.
در دوره هی‌آن، رعایایی که به اشراف و افراد عالی‌رتبه خدمت می‌کردند که‌نین (طبقه اجتماعی) نامیده می‌شدند. هنگامی که شوگون‌سالاری کاماکورا تأسیس شد، کسانی که با «کاماکورا-دونو» رابطه ارباب-خدمتگزار برقرار می‌کردند و خدمتگزار او می‌شدند، گو-که‌نین نامیده شدند، با پیشوند «گو» برای نشان دادن احترام به کاماکورا-دونو بود. به آنها کاماکورا-دونو گوکه‌نین، کانتو گوکه‌نین و چینزی گوکه‌نین نیز گفته می‌شود.
تأسیس گوکه‌نین ارتباط نزدیکی با تأسیس شوگون‌سالاری کاماکورا توسط میناموتو نو یوریتومو دارد. یوریتومو تنها چند نگهبان در هنگام تبعید خود داشت، و زمانی که در سال ۱۱۸۰ ارتش تشکیل داد، از سامورایی‌های منطقه کانتو جنوبی که حامیان پدرش، میناموتو نو یوشیتومو بودند، به عنوان «نگهبانان سنتی» دعوت کرد. این بود که روابط ارباب و خدمتگزاری به افراد وابسته بود و سامورایی‌های زیادی بودند که تابع یوریتومو نبودند.
پس از آن، هنگامی که دولت توگوکو در کاماکورا تأسیس شد، سامورایی‌ها از سراسر کشور یکی پس از دیگری تحت کنترل یوریتومو قرار گرفتند. از فرمان شاهزاده موچیهیتو برای سازماندهی منظم تعداد سامورایی‌های تحت کنترل او که به سرعت در حال افزایش بودند استفاده شد. به عبارت دیگر، سامورایی‌هایی که مطابق با فرمان تحت کنترل یوریتومو قرار گرفتند، به‌طور یکسان به عنوان «گوکه‌نین» سازماندهی شدند.
«گوکه‌نین سامورایی» کسانی بودند که پیشینه سامورایی داشتند و گروه دیگر «گوکه‌نین‌های ادبی» بودند که کارمندان دولت بودند. «گوکه‌نین سامورایی» با نفوذ شامل خاندان چیبا، خاندان میئورا و خاندان کویاما ja:小山氏 بودند، در حالی که نمایندگان «گوکه‌نین ادبی» شامل اوئه نو هیروموتو (اولین رهبر خاندان موری)، میوشی یاسونوبو و نیکایدو یوکیماسا بودند.